# Koeficient vzgona
Koeficient vzgona, oznaka Cv, tudi CL, Ca, Cz, je brezrazsežna količina, ki ponazarajo količino dinamičnega vzgona telesa, kot so npr. letalsko krilo, kraki propelerja ali helikopterski rotor, lahko pa se nanaša tudi na vodna telesa, npr. ladijski vijak.
Koeficient vzgona se izračuna po naslednji enačbi: 
{\displaystyle C_{\mathrm {L} }={\frac {V}{{\frac {1}{2}}\rho v^{2}S}}={\frac {2V}{\rho v^{2}S}}={\frac {V}{qS}}}
V tej enačbi v pomeni hitrost gibanja telesa skozi zrak, S je projekcija površine telesa prečno na smer gibanja, ρ je gostota zraka, {\displaystyle c_{v}} pa je koeficient vzgona, ki se po navadi določa z meritvami.
Silo dinamičnega vzgona podaja enačba:
{\displaystyle F_{v}={\frac {1}{2}}c_{v}S\rho v^{2}}
Odvisnost koeficienta vzgona od vpadnega kota je prikazana v vzgonski krivulji. Koeficient vzgona narašča do največje vrednosti (kritični vpadni kot), ki je ponavadi pri 15 stopinjah vpadnega kota. Če se kot poveča nad to mejo, sledi odcepitev mejne plasti in krilo ne proizvaja več vzgona.
Kritični vpadni kot je odvisen od debeline profila krila, čistosti površine krila in tudi od gostote zraka, je pa neodvisen od mase in hitrosti letala.
Letala potrebujejo najmanj moči za letenje, če letijo pri največjem razmerju vzgon/upor ("L/D"). Prav tako jadralno letijo najdlje, če letijo pri največjem L/D. 